# Alphonse Aubertin
Pour les articles homonymes, voir Aubertin (homonymie).
Nicolas-Alphonse Aubertin, né le 26 juillet 1835 à Rombas et mort le 21 septembre 1903 à Paris, est un inventeur et malade mental français, connu pour avoir tiré sur Jules Ferry le 10 décembre 1887.

## Biographie

### Avant l'attentat (1835-1887)
Né à Rombas, en Moselle, le 26 juillet 1835, Nicolas-Alphonse Aubertin est le fils de Marie-Sophie Aubertin, née Mangin, repasseuse, et de Nicolas-Lambert Aubertin, teinturier. En 1840, la famille Aubertin se fixe à Montigny-lès-Metz, où Nicolas-Lambert fonde une fabrique de limes et d'articles de quincaillerie.
Alphonse Aubertin prend la direction de la fabrique de son père avant 1861, date à laquelle il prend part à l'exposition universelle de Metz. Ouvrier habile mais excessivement dépensier, « Aubertin fils » fait faillite en 1863. Son père parvient à récupérer l'entreprise mais il se suicide quelques années plus tard.
Après quelques années d'errance en Belgique et en Angleterre, où il dépose quelques brevets d'inventions, Alphonse Aubertin s'installe à Paris. Le 1er juin 1872, il opte pour la nationalité française. En 1878, il travaille comme représentant de commerce et réside au no 78 de la rue du Faubourg-Saint-Martin. Le 28 décembre de cette année, il épouse Claire Jamont. Peu de temps après, il fonde un magasin de modes, ce qui lui vaut le surnom d'« homme-modiste ». Sa boutique, « À la coquette élégante » (no 1, boulevard Saint-Denis), fait faillite moins d'un an plus tard.
En 1880, le couple Aubertin héberge un certain Léopold Hupel, qui devient bientôt l'amant de Claire. Ayant découvert l'adultère, Aubertin chasse Claire et Hupel. Quelques jours plus tard, ces derniers, assistés par le frère de Claire, se rendent nuitamment au domicile d'Aubertin pour y récupérer les affaires de la jeune femme ainsi que des papiers compromettants pour Hupel, ancien sous-officier « cassé ». Passé à tabac par les deux hommes lors du cambriolage, Aubertin obtient leur condamnation et celle de sa femme le 7 septembre suivant.
En 1886, A. Aubertin, dit « Lelorrain » (ou « le Lorrain »), publie deux brochures de poésies où il développe ses conceptions morales singulières, Une Idée et vingt francs et Va te faire pendre ailleurs ! ou L'École du récidivisme (Paris, 1886). L'année précédente, en collaboration avec un certain J. Marion, il a entrepris la publication d'un Carnet de poche : dictionnaire aide-mémoire, mais dont seul le prospectus, introduit par une lettre-préface de Jean Macé, sera publié en 1887.
À la même époque, Aubertin s'associe à la veuve Grangier, qui l'aide à fonder une fabrique de vitraux aux no 31 de la rue de Richelieu et no 34 de la rue de Montpensier. Mais ce commerce fait faillite en novembre 1887. Ce nouvel échec, suivi par une condamnation dans une affaire de chantage à l'encontre d'un fabricant de portefeuilles auquel il devait de l'argent, aggrave sa tendance à la paranoïa.

### Tentative d'assassinat de Jules Ferry (10 décembre 1887)

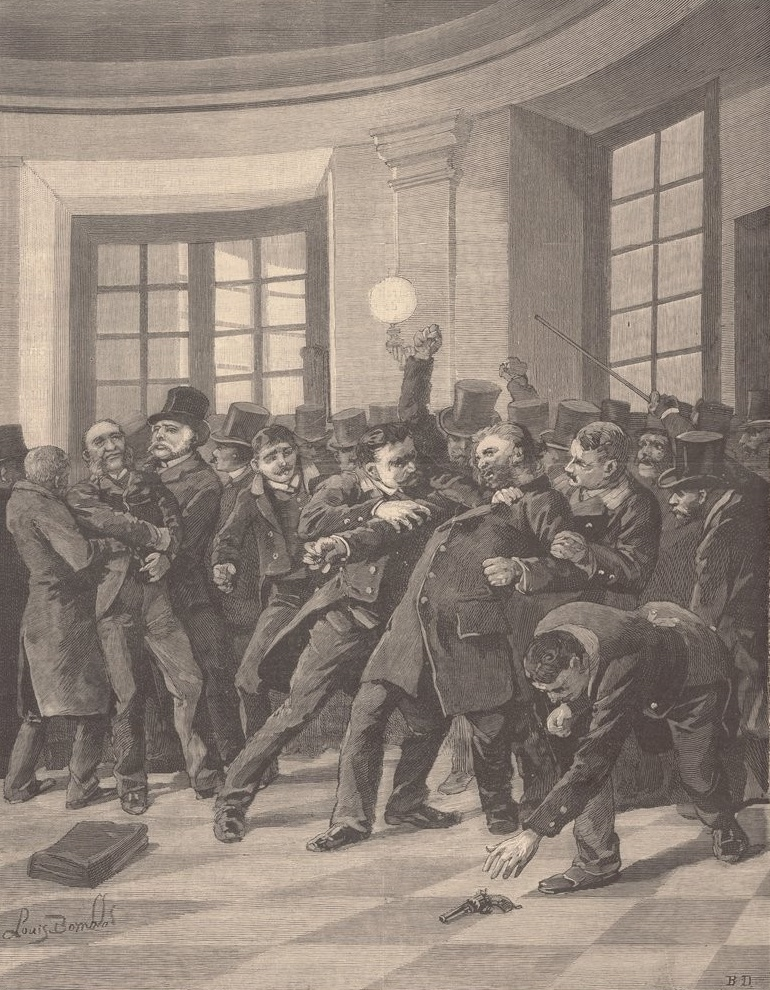
Arrestation d'Aubertin, qui vient de tirer sur Jules Ferry (gravure de Louis Bombled pour Le Monde illustré du 17 décembre 1887).

En proie à un délire de persécution, il se met en tête d'assassiner l'ancien président du conseil Jules Ferry, très impopulaire depuis 1885, et dont la politique est alors accusée par la presse radicale et boulangiste de faire le jeu de l'Allemagne bismarckienne. Au début du mois de décembre 1887, en marge de l'élection présidentielle, la haine à l'encontre de Ferry semble être à son comble, car des manifestations ont lieu à Paris contre l'éventualité d'une élection du député des Vosges. Finalement, les parlementaires élisent une personnalité plus consensuelle du parti opportuniste, Sadi Carnot.
Nullement apaisé par cette nouvelle, Aubertin passe à l'acte une semaine plus tard. Le 10 décembre, muni d'un faux document rédigé sur un papier à en-tête du ministère de l'Intérieur (dérobé au fonctionnaire Albert de Girardin (d)) ainsi que d'une carte de visite du journaliste Édouard Hervé, il réussit à s'approcher de Ferry dans la grande rotonde du Palais Bourbon et tire à bout portant trois coups de revolver sur l'ancien ministre. Celui-ci est touché par deux balles de faible calibre. En apparence superficielles, ces blessures entraînent cependant des lésions qui se répercuteront quelques mois plus tard sur le cœur, ce qui provoquera la mort du président du Sénat le 17 mars 1893.
Immédiatement arrêté puis interrogé, Aubertin donne son identité (ce qui n'empêchera pas les journaux de diffuser momentanément le pseudonyme de « Berckheim », souvent repris par la suite dans les biographies de Jules Ferry) et revendique la préméditation de son geste, mais il ment en affirmant faire partie d'une conjuration de vingt personnes.

### Après l'attentat (1887-1903)
Détenu à Mazas, son état de santé mentale se dégrade. Déclaré dément par les médecins et par conséquent irresponsable de ses actes, il est interné en mai 1888 à Sainte-Anne puis, le 15 mars 1889, à Bicêtre. Le 2 octobre 1890, il profite d'une permission pour s'enfuir à Londres, où il reste quelques années.
Revenu par la suite à Paris, il y mène une fin de vie misérable, bricolant quelques inventions, telles que la « claricyclette », une sorte de tricycle se mouvant horizontalement. Habitant un modeste logement du no 44 de la rue de Valois, dont il ne parvient pas à payer le loyer, il y meurt d'une affection pulmonaire le 21 septembre 1903.